# الخمس
تقع مدينة الخمس شرق مدينة طرابلس بحوالي 135 كم بليبيا.
ومدينة الخمس هي المركز الإداري لمحافظة المرقب تحدها شرقًا مدينة زليتن ومن الشمال شاطئ البحر ومن الغرب مدينة مسلاتة والنقازة ومن الجنوب منطقة قوقاس.
وتقع مدينة الخمس في وسط المحافظة وتحيط بها عدة ضواحي من أشهرها المناطق الزراعية (الساحل -سوق الخميس -كعام - سيلين-الجحاوات... إلخ) وتقع لبدة الكبرى في الناحية الشرقية لوسط المدينة' .

## أصل التسمية
هنالك عدة نظريات حول أصول التسمية نذكر منها:
1. أنه عند الليبيين يتم استخدام النظام الخماسي في الحساب، أما عند العرب فيتم استخدام النظام العشري في الحساب. وبما أن الخمس وما حولها تشتهر بمحاصيلها وإنتاجها لزيت الزيتون منذ زمن الرومان وبما أن سكانها احتاجوا للحساب والعد فكانوا يعملون بهذا النظام الخمسي وفي منطقتي كنا نعمل بهذا النظام مع العرب الوافدون وغيرهم من السكان المحليين الفقراء الذين لا يملكون أرزاق ممن يأتوا للعمل في جني المحاصيل ويسمون الخماسة أو خماس لأن من يعمل في جني المحاصيل وغيرها يعطى له الخمس ومن هنا جاء اسم مدينة الخمس.
2. والرواية الثانية تقول أن الخمس هي ترجمة عربية للكلمة اليونانية بنتابولس فـ بينتي تعني خمسه بوليس تعني مدن أي المدن الخمسة.
3. والبعض يرى أن اسم الخمس قد ظهر في القرن الخامس عشر ويقال أنها كانت تنتج خمس إنتاج الزيت بليبيا- طبعا لم تكون معروفة بهذا الاسم في الماضي.[3]

## الاقتصاد
تعتمد الخمس في اقتصادها على ميناء الخمس حيث يعد ميناء الخمس من أفضل الموانئ في ليبيا وكذلك على زراعة الزيتون ويوجد بها مصنعان لإنتاج الإسمنت بالإضافة للمناطق الجبلية والشواطئ الجميلة التي تجدب السياح من كل مكان، إضافة إلى المناطق السياحية الجميلة كمنطقة لفندانيا الجميلة وكمدينة لبده الأثرية وفيلا سيلين ومتحف لبده زد على ذلك شواطئها الواسعة مثل شاطئ باركو في الخمس وشاطئ الطويبية في كعام بها شاطئ جميل يسمى بحر طويبية ومنطقة كعام أيضاً بها عين كعام وأيضاً بها أكبر سد للتجمع مياه طبيعي وبها شيء لا يعلمه أحد إلا بعض بعض أشخاص مجراء مياه تابع من عين كعام إلى لبدة الأثرية كانت لبدة الأثرية تشرب من مياه عين كعام يبلغ هذا مجراء حوالي خمسة وثلاثين كيلومترا وعرض متر ونصف وعمق إثنان متر وبمنطقة النقازة الخضراء وجبالها الرائعة، إضافةً إلى مرسى لصيد الأسماك، وبها محطة لتحلية مياه البحر تغذي المدينة بالمياه العذبة وتقوم بتوليد الطاقة الكهربائية بما يكفي لمدينة الخمس والمدن المجاورة لها حيث تعد محطة توليد الطاقة بالخمس أكبر محطة لتوليد الطاقة الكهربائية بليبيا.
يعد ميناء الخمس التجاري من الموانئ الرئيسة في ليبيا. يوجد أيضا ميناء صغير للصيد بالمدينة،
وبها العديد من المصانع مثل مصنع السردينة ومصنع الأحذية ومصنع الرب ومصنع الأخشاب ومصنع الألبان وغيرها .

## تاريخ المدينة
الخمس مدينة حديثة تقع قرب المدينة الأثرية (لبدة الكبرى) التي يرجع تأسيسها إلى العهد الفينيقي أو قبل ذلك، وقد قام الرومان بتطوير لبده التاريخية حتى صارت عاصمة لشمال أفريقيا في عهد عائله الإمبراطور سبتيموس سيفيروس. 
يرجع تاريخ تأسيس مدينة الخمس إلى حوالي 400 سنة تقريبا وذلك في العهد العثماني،[بحاجة لمصدر] خير دليل هو وجود بعض المعالم التي تدل على ذلك في المدينة التي لم تهدم كغيرها وهذا عن تأسيس الخمس كمدينة جديدة.

## المناخ الثقافي
إن لمدينة الخمس مناخ ثقافي لا يمكن الاستهانة به فهي تعدّ أكبر مدينة في انتشار زوايا تحفيظ القرآن الكريم وبها عدد كبير من الطلبة نساء ورجال وشيوخ وأطفال هم من حفظة كتاب الله، حيث يبلغ عددها حوالي 135 مركز ومنارة من أشهرها منارة بن جحا وسيدي خليفة وسيدي علي الفرجاني وسيدى عمر الشارف والعتروسية وتقع بها جامعة المرقب والتي تضم عدد من الكليات المنتشرة في كل مدن المنطقة منها في مدينة الخمس ككلية الهندسة والطب والصيدلة والآداب والعلوم والاقتصاد وكلية إعداد المعلمين، حيث تعدّ من أكبر الجامعات الليبية ويبلغ عدد طلابها 37000 طالب، إضافة إلى عدد من المعاهد كمعهد المهن الشاملة والمعهد الصحي وغيرهما، زد على ذلك أن بها 3 مراكز ثقافيية تحوي العديد من الكتب المتنوعة.

## أعلامها
- إسماعيل كمالي، (1882 - 22 أبريل 1936) مؤرخ.